# Horisme rectilineata
Horisme rectilineata är en fjärilsart som beskrevs av Taylor. Horisme rectilineata ingår i släktet Horisme och familjen mätare. Inga underarter finns listade i Catalogue of Life.